# 9 Tauri
9 Tauri, eller V486 Tauri, är en roterande variabel av Alfa2 Canum Venaticorum-typ (ACV) i stjärnbilden  Oxen. 
Stjärnan varierar mellan visuell magnitud +6,65 och 6,78 med en period av ungefär 10,61dygn.